# Gmina Sölvesborg
Gmina Sölvesborg (szw. Sölvesborgs kommun) – gmina w Szwecji, w regionie Blekinge, siedzibą jej władz jest Sölvesborg.
Pod względem zaludnienia Sölvesborg jest 135. gminą w Szwecji. Zamieszkuje ją 16 544 osób, z czego 50,14% to kobiety (8295) i 49,86% to mężczyźni (8249). W gminie zameldowanych jest 481 cudzoziemców. Na każdy kilometr kwadratowy przypada 88,72 mieszkańca. Pod względem wielkości gmina zajmuje 253. miejsce.